# Каратау (міське селище)
42°5′33″ пн. ш. 60°16′39″ сх. д. / 42.09250° пн. ш. 60.27750° сх. д.
Каратау (узб. Қоратов, Qoratov) — міське селище в Узбекистані, підпорядковане Нукуському міськхокіміяту Республіки Каракалпакстан.
Населення 2667 мешканців (2011).
Пристань на правому березі Амудар'ї. Виробництво будматеріалів.